# Izland címere

Izland címere 930 és 1262 között

Izland címere Izland egyik nemzeti jelképe.

## Leírása
A mai címer középpontjában egy kék pajzs látható, a pajzson pedig ezüst kereszten egy vörös kereszt van, amely így az izlandi zászlót formálja.
A nemzeti címer bazalt talapzaton áll, amely Izlandot jelképezi. Ezt négy mondabeli alak veszi körül: Egy óriás (Bergrisi), egy bika (Griðungur), egy sas (Gammur), és egy sárkány (Dreki). Ezek az ország mondabeli őrei, amely Snorri Sturluson Heimskringla (vagyis „A királyok élete”) című legendája alapján váltak az ország címerállataivá. A legenda szerint Harald dán király, amikor serege élén Izland ellen hajózott, bálnává változott, és úgy próbálta kifürkészni a sziget védőit. Azonban ahányszor egy fjordon felúszott, mindig útját állta Izland valamelyik őrzője. Így a király úgy döntött, hogy seregével együtt visszatér Dániába. A címerállatok mások szerint egyúttal a négy evangelistát is szimbolizálják. A bika Lukácsot, a sas Jánost, a sárkány Márkot, az óriás pedig Mátét ábrázolja.

## Története
1918. december 1-jén Izland elnyerte függetlenségét Dániától. Ekkor fogadták el a szigetország első címerét, amelyen még egy korona is helyet kapott. A jelenlegi változatot 1944-ben fogadták el.